# Margos Spuren (Film)
Margos Spuren (Originaltitel: Paper Towns) ist ein US-amerikanischer Spielfilm von Jake Schreier aus dem Jahr 2015, das auf dem gleichnamigen Roman von John Green basiert. Der Kinostart in Deutschland war am 30. Juli 2015.

## Handlung
Quentin, genannt „Q“, und Margo sind als Kinder eng befreundet. Im Teenageralter besuchen beide dieselbe Highschool, entfremden sich aber voneinander. Eines Nachts sucht Margo Quentin auf und überredet ihn dazu, sie auf ihrem Rachefeldzug gegen ihren Exfreund zu begleiten.
Als Margo am nächsten Morgen verschwunden ist, macht sich Quentin mit seinen Freunden Ben und Radar sowie Margos bester Freundin Lacey Pemberton auf die Suche nach ihr. Bei ihren Nachforschungen folgen sie mehreren Spuren, die Margo in ihrem Heimatort hinterlassen hat. In einem Wiki finden sie schließlich einen Hinweis, dass sich Margo in einem verlassenen Ort nördlich von New York City aufhalten könnte. Sie brechen unter Zeitdruck, um den Schulabschlussball nicht zu verpassen, auf, um sie dort zu finden. Als die Jugendlichen Margo nicht antreffen, reisen die Freunde wieder ab, einzig Quentin bleibt zurück und begegnet Margo schließlich doch noch. Er gesteht ihr seine Liebe, doch sie weist ihn ab und erklärt ihm, warum sie von zuhause fortgegangen ist. Nach einem einzigen, letzten Kuss reist Quentin schließlich allein zurück und trifft seine Freunde auf dem Schulabschlussball.

### Unterschiede zum Buch
Die Verfilmung weicht in einigen Details von der Romanvorlage ab:
Im Film gehen die anderen zu einer Party und nicht zum Schulball, dieser findet im Film erst bei Quentins Rückkehr am Schluss statt. Den Hinweis im Wiki entdeckt im Film nicht Quentin, sondern Lacey. Am Ende haben Quentin und Margo keinen Kontakt mehr, in der Buchvorlage halten sie per E-Mail kontakt. Auch fehlt der Einbruch ins Sealife im Film komplett.

## Soundtrack
In dem Film wurden folgende Musikstücke verwendet:
- Radio – Santigold
- To The Top – Twin Shadow
- Searching Party – Sam Bruno
- Swingin Party – Kindness
- Great Summer – Vance Joy
- Taxi Cab – Vampire Weekend
- Lost It To Trying (Paper Towns Mix) – Son Lux
- My Type – Saint Motel
- Runaway (U & I) [Svidden & Jarly Remix] – Galantis
- Falling – Haim
- No Drama Queen – Grouplove
- Moments – De Lux
- Be Mine – Alice Boman
- Used To Haunt – The Mountain Goats
- Burning – The War On Drugs
- Look Outside – Nat & Alex Wolff

## Kritik
Der Filmdienst urteilte, die Romanverfilmung erzähle „routiniert, allerdings oft auch etwas einfallslos von einer vertrackten Jugendliebe als Geschichte einer Desillusionierung“. Dabei würden die Charaktere „allerdings nie die Tiefe der Romanfiguren“ erreichen. Von der Deutschen Film- und Medienbewertung wurde Margos Spuren mit dem Prädikat besonders wertvoll versehen. In der Begründung heißt es: „Jake Schreiers Verfilmung des Romans von John Green ist eine gelungene Variation des ‚Coming of Age‘-Genres. Geschickt wird die Suche nach der eigenen Identität der jugendlichen Protagonisten mit dem dramaturgischen Element der Suche verbunden.“

## Auszeichnungen
Bei den Teen Choice Awards 2015 gewann der Film in der Kategorie Choice Summer Movie. Hauptdarstellerin Cara Delevingne erhielt Auszeichnungen in den Kategorien „Choice Movie: Breakout Star“ und „Choice Summer Movie Star: Female“. Des Weiteren erhielt Nat Wolff eine Nominierung in der Kategorie „Choice Summer Movie Star: Male“.

## Synchronisation
Die deutsche Synchronisation erfolgte durch die Berliner Synchron AG Wenzel Lüdecke mit Dialogbuch und -regie von Clemens Frohmann.
| Rolle                        | Schauspieler    | Synchronsprecher   |
| ---------------------------- | --------------- | ------------------ |
| Margo Roth Spiegelman        | Cara Delevingne | Jacqueline Belle   |
| Quentin Jacobsen             | Nat Wolff       | Sebastian Fitzner  |
| Lacey Pemberton              | Halston Sage    | Jodie Blank        |
| Angela                       | Jaz Sinclair    | Victoria Frenz     |
| Ben Starling                 | Austin Abrams   | Patrick Baehr      |
| Radar                        | Justice Smith   | Marco Eßer         |
| Jase                         | Griffin Freeman | Ricardo Richter    |
| Margo Roth Spiegelman (jung) | Hannah Alligood | Lilith Wennmachers |
| Mr. Spiegelman               | Tom Hillmann    | Sebastian Jacob    |
| Mrs. Jacobsen                | Cara Buono      | Ulrike Stürzbecher |